# Philippe Decae
Philippe Decae (auch Philippe DeCaë, * 1923 in Brüssel; † 15. Januar 2012) war ein  belgischer Jazzpianist.
Philippe Decae arbeitete ab den späten 1940er-Jahren mit Roger Rose, Bill Alexandre, mit dem er ste Aufnahmen entstanden, fener mit Vic Bayens, Vicky Down und Robert De Kers. Er war mehrere Jahre Mitglied der Bigband des RTBF unter Leitung von Henri Segers und des BRT Orchestra, das Francis Bay leitete. Außerdem spielte er mit Herman Sandy, Freddy Sunder, Janot Morales, Alex Scorier und Johnny Dover. Im Bereich des Jazz war er zwischen 1946 und 1985 an 22 Aufnahmesessions beteiligt, u. a. mit Fats Sadi, Cecily Forde, Fud Candrix. Er betätigte sich zudem als Komponist von Jazz- und Pop-Titeln („Guaracha Espagnole“) und später als Filmkomponist.